# Alewife (Metro de Boston)
Alewife es una estación en la línea Roja del Metro de Boston. La estación se encuentra localizada en 11 Cambridgepark West en Cambridge, Massachusetts. La estación fue inaugurada en 1985.

## Descripción
La estación cuenta con 1 plataforma central y 2 vías. 

## Conexiones
La estación es abastecida por las siguientes conexiones: 
- Rutas del MBTA Bus: 62, 67, 76, 79, 84, 350, 351